# Политические объединения на выборах в Государственную думу

## Изменения с 1990 по 1993
Список политических объединений, участвовавших в выборах в Государственную думу 1993 года, значительно отличается от списка политических объединений, принимавших участие в выборах народных депутатов РСФСР в 1990 году. Так, прекратила своё существование Коммунистическая партия Советского Союза, чьей политическим преемником можно считать Коммунистическую партию Российской Федерации, которая была образована в феврале 1993 года как восстановленная КП РСФСР, являвшейся частью КПСС. Движение «Демократическая Россия», созданное на базе одноимённого избирательного блока кандидатов в народные депутаты РСФСР, в выборах 1993 года участвовало как коллективный член избирательного блока «Выбор России». Впрочем, к 1993 году большая часть индивидуальных и коллективных членов «ДемРоссии» покинули движение и в выборах в Думу первого созыва участвовали в составе других политических объединений.
Блок «Явлинский-Болдырев-Лукин» (названный журналистами «ЯБЛоко», исходя из первых букв фамилий лидеров) был учреждён Социал-демократической партией России (СДПР), Республиканской партией Российской Федерации (РПРФ) и Российским христианско-демократическим союзом — Новая демократия (РХДС). Все эти три партии были созданы уже после выборов в марте 1990 года, но их будущие лидеры и члены участвовали в них в составе блока «Демократическая Россия».
Аграрная партия России фактически стала преемником депутатской группы Верховного Совета России Аграрный союз, лидер которой, Михаил Лапшин, стал главой новой партии.

## Изменения с 1993 по 1995
В выборах в Думу II созыва участвовали 7 избирательных объединений, так или иначе связанных с объединениями и блоками, прошедшими в Думу первого созыва. Пять из них (Аграрная партия России, КПРФ, ЛДПР, ПРЕС, «Женщины России») выступили в том же виде. Объединение «Яблоко» фактически являлось политическим преемником блока «Явлинский-Болдырев-Лукин», несмотря на то, что формально образовавшие этот блок партии в объединение не вошли, а одна из них (РПРФ) на выборах 1995 года шла в составе другого избирательного блока.
Блок «Демократический выбор России — Объединенные демократы» также можно считать политическим преемником блока «Выбор России», хотя значительная часть политиков, выдвигавшаяся в 1993 году от «Выбора России», в этот раз баллотировалась по спискам других объединений и блоков («Наш дом — Россия», «Вперёд, Россия», блок «Памфилова–Гуров–Владимир Лысенко», «Общее дело», Федерально-демократическое движение, Христианско-демократический союз – Христиане России).
Впрочем, потери понесли и другие объединения. Кандидаты, входившие в 1993 году в список ПРЕС, в 1995 году оказались также в списках движения «Наш дом — Россия», «Блока Ивана Рыбкина», «Конгресса русских общин» и Партии любителей пива. Два депутата от ЛДПР вошли в 1995 году в список движения «Держава». Один из депутатов от КПРФ оказался в 1995 году в списке «Межнационального союза». Один из кандидатов, входивших в 1993 году в список движения «Женщины России», в 1995 году баллотировался от Федерально-демократического движения.
Тем не менее список движения «Женщины России» оказался наиболее консервативным: все 12 кандидатов, входившие в общефедеральную часть их списка в 1995 году, были в списке этого движения и в 1993 году, причем 9 из них — среди первых 12. У объединения «Яблоко» 10 кандидатов из общефедеральной части входили в 1993 году в список блока «Явлинский-Болдырев-Лукин». У ЛДПР и аграриев по 8 кандидатов из общефедеральной части входили в 1993 году в списки этих партий. У КПРФ таких кандидатов оказалось всего 4, у ПРЕС — только 3. В общефедеральной части списка блока «Демократический выбор России — Объединенные демократы» было 6 кандидатов, входивших в 1993 году в список блока «Выбор России».
Единственным объединением из прошедших в Думу первого созыва, которое не приняло участие в выборах 1995 г., оказалась Демократическая партия России. Её лидер Н. И. Травкин, покинувший партию, баллотировался по списку движения «Наш дом — Россия». Два других лидера, С. С. Говорухин и С. Ю. Глазьев, вошли в первые тройки списков «Блока Станислава Говорухина» и «Конгресса Русских Общин», некоторые другие — в списки блока «Социал-демократы», движений «Вперед, Россия!» и «Стабильная Россия».
Из пяти объединений и блоков, не прошедших в Думу первого созыва, в выборах 1995 г. участвовала лишь партия «Кедр» (преемница движения «Кедр»). В общефедеральной части её списка было всего 3 кандидата, входивших в список движения в 1993 г.
Кандидатов, входивших в 1993 г. в список Российского движения демократических реформ, можно было найти в 1995 г. во главе списка Партии самоуправления трудящихся, в списках блока «Демократический выбор России – Объединенные демократы», движения «Конгресс Русских Общин», «Блока Ивана Рыбкина», объединения «Мое Отечество» и блока «Социал-демократы».
Кандидаты, входившие в 1993 г. в список «Гражданского союза», вошли в 1995 г. в первые тройки движения «Вперед, Россия!», объединения «Мое Отечество», «Блока Станислава Говорухина», «Блока Ивана Рыбкина», блоков «Профсоюзы и промышленники — Союз Труда» и «Социал-демократы», а также в список ПРЕС.
Кандидатов, входивших в 1993 г. в список объединения «Достоинство и милосердие», можно было найти в списках КПРФ, Аграрной партии России, блока «Профсоюзы и промышленники – Союз Труда» и движения «Вперед, Россия!».
Кандидаты, входившие в 1993 г. в список блока «Будущее России — Новые Имена», оказались в 1995 г. в списках «Блока Ивана Рыбкина» и блока «Социал-демократы».

## Изменения с 1995 по 1999
Лишь 4 избирательных объединения (КПРФ, «Наш дом — Россия», «Яблоко» и «Женщины России») участвовали в этих выборах в том же виде, что и на предыдущих. Еще 8 избирательных объединений и блоков можно считать политическими преемниками объединений и блоков, участвовавших в выборах 1995 г. «Блок Жириновского» фактически был формой участия в выборах ЛДПР17. Блок «Коммунисты, трудящиеся России — за Советский Союз» стал политическим преемником блока «Коммунисты — Трудовая Россия — За Советский Союз», блок «Конгресс Русских Общин и Движение Юрия Болдырева» — преемником движения «Конгресс Русских Общин». Российский общенародный союз стал преемником блока «Власть — народу!», в состав которого он входил в 1995 г., блок «Русское дело» — преемником вошедшего в него Российского общенародного движения. «Блок генерала Андрея Николаева и академика Святослава Федорова» можно считать политическим преемником Партии самоуправления трудящихся, движение «Социал-демократы» — преемником блока «Социал-демократы». Блок «Союз Правых Сил» в некоторой степени можно считать продуктом объединения блоков «Демократический выбор России — Объединенные демократы» и «Общее дело», хотя в его первую тройку входили два лидера (С. В. Кириенко и Б. Е. Немцов), не участвовавшие ранее в думских выборах.
Сравнение списков на выборах 1995 и 1999 годов показывает, что наибольшую консервативность проявило «Яблоко»: у этого объединения совпали 7 из 12 кандидатов в общефедеральной части. У «Блока Жириновского» в общефедеральной части оказалось 5 кандидатов, входивших в 1995 г. в общефедеральную часть списка ЛДПР; столько же кандидатов, входивших в общефедеральную часть списка блока «Коммунисты, трудящиеся России — за Советский Союз» оказались в общефедеральной части блока «Коммунисты — Трудовая Россия — За Советский Союз». У КПРФ 1995 и 1999 годов совпали 4 кандидата, у движения «Наш дом — Россия» — 3, у движения «Женщины России» — 2. В общефедеральной части блока «Союз Правых Сил» было два кандидата из общефедеральной части блока «Демократический выбор России — Объединенные демократы» и один кандидат из общефедеральной части блока «Общее дело». По два кандидата взяли в свою общефедеральную часть «Блок генерала Андрея Николаева и академика Святослава Федорова» из общефедеральной части списка Партии самоуправления трудящихся, Российский общенародный союз из общефедеральной части списка блока «Власть — народу!» и блок «Русское дело» из общефедеральной части списка Российского общенародного движения. У движения «Конгресс Русских Общин» 1995 г. и блока «Конгресс Русских Общин и Движение Юрия Болдырева» в общефедеральной части списка совпал лишь один кандидат. Движение «Социал-демократы» обошлось вообще без общефедеральной части.
В списке КПРФ были кандидаты, входившие в 1995 г. в списки объединений «Наш дом — Россия», «Конгресс Русских Общин», Аграрной партии России, «Держава». В списке движения «Наш дом — Россия» были кандидаты, входившие в 1995 г. в списки объединений Аграрная партия России и «Вперед, Россия!». В списке объединения «Яблоко» был кандидат, входивший в 1995 г. в состав списка движения «Наш дом — Россия». В списке блока «Союз Правых Сил» были кандидаты, входившие в 1995 г. в списки Ассоциации адвокатов России и Партии экономической свободы. В списке Российского общенародного союза были кандидаты, входившие в 1995 г. в списки движения «Держава» и Национально-республиканской партии России. В списке «Блока генерала Андрея Николаева и академика Святослава Федорова» были кандидаты, входившие в 1995 г. в списки движений «Конгресс Русских Общин» и «Стабильная Россия». В списке блока «Конгресс Русских Общин и Движение Юрия Болдырева» были кандидаты, входившие в 1995 г. в списки «Блока Станислава Говорухина» и блока «Межнациональный союз». В списке блока «Русское дело» был кандидат, входивший в 1995 г. в список Национально-республиканской партии России.
Еще два блока («Отечество — Вся Россия» и «Медведь») формально можно было считать преемниками объединений и блоков, участвовавших в предыдущих выборах. Так, в состав блока «Отечество — Вся Россия» входила Аграрная партия России, а также объединение «Регионы России», участвовавшее в выборах 1995 г. в составе «Блока Ивана Рыбкина». В списке блока были также кандидаты, входившие в 1995 г. в списки объединений «Наш дом — Россия», «Яблоко», «Женщины России», «Конгресс Русских Общин», Партия самоуправления трудящихся, «Вперед, Россия!», «Мое Отечество», Партия любителей пива, блоков «Профсоюзы и промышленники России — Союз Труда», «Блок Станислава Говорухина».
В состав блока «Медведь» входили Российская Христианско-Демократическая партия, участвовавшая в выборах 1995 г. в составе блока «Межнациональный союз», и Народно-патриотическая партия, участвовавшая в выборах 1995 г. в составе блока «За Родину!». В списке блока были также кандидаты, входившие в 1995 г. в списки объединений «Кедр», «Народный союз», блоков «Общее дело» и «Памфилова — Гуров — Владимир Лысенко».
Однако, по существу, блоки «Отечество — Вся Россия» и «Медведь» были совершенно новыми образованиями, представлявшими два варианта «партии власти». «Медведь» был образован как блок поддержки В. В. Путина — нового Председателя Правительства России и объявленного преемника Б. Н. Ельцина на посту Президента. Блок «Отечество — Вся Россия» был образован главами крупнейших субъектов Федерации (Москва, Санкт-Петербург, Татарстан и др.) и также претендовал на завоевание большинства.
Еще два движения («Духовное наследие» и «В поддержку армии») представляли собой объединения, отколовшиеся от КПРФ. «Сталинский блок — за СССР» включал кандидатов, входивших в 1995 г. в состав списков «Коммунисты — Трудовая Россия — За Советский Союз» и «Власть — народу!».
Списки объединений «За гражданское достоинство» и Социалистическая партия России возглавляли Э. А. Памфилова и И. П. Рыбкин, которые в 1995 г. были лидерами блоков, названных их именами. Однако эти объединения трудно назвать преемниками данных блоков.

## Изменения с 1999 по 2003
Десять партий и блоков были в той или иной степени преемниками избирательных объединений и блоков, участвовавших в выборах 1995 и 1999 годов. КПРФ и «Партия Мира и Единства» участвовали в этих выборах в той же форме, что и в предыдущих. ЛДПР вновь участвовала в выборах в явном виде. Объединение «Яблоко» и блок «Союз Правых Сил» были преобразованы в партии. Российская экологическая партия «Зеленые» была преемницей «Кедра», участвовавшего в выборах 1993 и 1995 годов, но снятого с выборов 1999 г. на основании нормы, впоследствии признанной неконституционной. Российская партия пенсионеров в этот раз участвовала в выборах в блоке с Партией социальной справедливости. Аграрная партия России, входившая в 1999 г. в блок «Отечество — Вся Россия», вновь, как и в 1993 и 1995 гг., выступала самостоятельно.
Списки партий, представленных в Думе третьего созыва, сохраняли высокую степень преемственности. У КПРФ в общефедеральных частях списков 1999 и 2003 годов совпали 10 кандидатов, у ЛДПР — 9, у «Яблока» — 7, у «Союза Правых Сил» — 523. У Партии Мира и Единства в общефедеральных частях списков 1999 и 2003 годов совпали 5 кандидатов, у списка блока «Российская партия пенсионеров и Партия социальной справедливости» со списком Партии пенсионеров — 3, у списка «Зеленых» со списком «Кедра» 1995 г. — 2. В общефедеральных частях списков Аграрной партии России 1995 и 2003 годов совпали также 2 кандидата.
Партия «Единая Россия» образовалась фактически путём слияния прошедших в Думу третьего созыва блоков «Медведь» и «Отечество — Вся Россия». Общефедеральная часть списка этой партии состояла всего из четырех кандидатов, из которых один входил в 1999 г. в первую тройку списка блока «Медведь», один возглавлял региональную группу этого блока и один входил в первую тройку списка блока «Отечество — Вся Россия».
Блок «Родина» формально был образован тремя партиями (Партия российских регионов, Социалистическая единая партия России и «Народная воля»), две из которых были политическими преемниками избирательных объединений, участвовавших в выборах 1999 г. (движения «Духовное наследие» и Российского общенародного союза). В общефедеральной части списка блока были кандидаты, входившие в 1999 г. в списки КПРФ, блока «Конгресс Русских Общин и Движение Юрия Болдырева» и Российского общенародного союза (но не «Духовного наследия»).
Остальные 13 партий и блоков были, по существу, новичками, хотя некоторые из них имели определенное отношение к избирательным объединениям и блокам, участвовавшим в выборах ранее. Так, Демократическая партия России формально являлась преемником одноименной партии, представленной в Думе первого созыва. В общефедеральной части списка партии было 3 кандидата, входивших в 1993 г. в список ДПР, тем не менее в политическом плане говорить о преемственности не приходится.
В состав блока «Новый курс — автомобильная Россия» входили партия «Либеральная Россия» (образованная политиками, входившими ранее в партию «Демократический выбор России» и блок «Союз Правых Сил») и Республиканская партия Российской Федерации, которая в выборах 1993 г. участвовала в составе «Блока: Явлинский-Болдырев-Лукин», а в выборах 1995 г. — в составе блока «Памфилова — Гуров — Владимир Лысенко». В общефедеральной части списка блока были кандидаты, входившие в 1999 г. в списки блока «Союз Правых Сил», движения «Наш дом — Россия» и объединения «Яблоко».
Народная партия Российской Федерации была создана депутатами, избранными в Думу третьего созыва по одномандатным округам. В общефедеральной части списка этой партии были кандидаты, входившие в 1999 г. в списки «Блока генерала Андрея Николаева и академика Святослава Федорова», движения «Духовное наследие» и партии «Кедр». В общефедеральной части списка блока «Партия Возрождения России — Российская партия ЖИЗНИ» были кандидаты, входившие в 1999 г. в списки КПРФ и движения «Женщины России». В общефедеральной части списка партии «СЛОН» были кандидаты, входившие в 1999 г. в списки объединения «Яблоко», блока «Союз Правых Сил» и движения «Социал-демократы». Во главе списка партии «Развитие предпринимательства» стояли два депутата Государственной Думы первого, второго и третьего созывов, входившие в 1995 г. в список объединения «Яблоко», а в 1999 г. в список блока «Отечество — Вся Россия». В общефедеральной части блока «Великая Россия — Евразийский союз» были кандидаты, входившие в 1999 г. в списки блоков «Медведь» и «Отечество — Вся Россия». В общефедеральной части списка Объединенной российской партии «Русь» был кандидат, входивший в 1999 г. в список блока «Отечество — Вся Россия». В общефедеральной части списка Российской конституционно-демократической партии был кандидат, входивший в 1999 г. в список «Блока генерала Андрея Николаева и академика Святослава Федорова». В общефедеральной части списка Народно-республиканской партии России был кандидат, входивший в 1999 г. в список блока «Конгресс Русских Общин и Движение Юрия Болдырева».

### Изменения с 2003 по 2007
- Единая Россия (2007) — ЕР (2003), НПРФ (2003), СПС (2003)
- СР — Родина (2003), РПП (2003), РПЖ (2003), НПРФ (2003), Яблоко (2003), ЛДПР (2003), КПРФ (2003)
- Патриоты России (2007) — Родина (2003)
- НС (2007) — Родина (2003)
- АПР (2007) — АПР (2003)
- КПРФ (2007) — КПРФ (2003)
- ЛДПР (2007) — ЛДПР (2003)